# Bern
För andra betydelser, se Bern (olika betydelser).
Bern (franska: Berne, italienska: Berna) är de facto-huvudstad och en kommun i förbundsrepubliken Schweiz och kantonen Bern. Kommunen har 136 988 invånare (2023). Bern var 2023 den femte största staden/kommunen i landet, efter Zürich, Genève, Basel och – numera – Lausanne. I Berns storstadsområde bor cirka 350 000 invånare. Berns officiella språk är tyska, men Bärndütsch, den lokala varianten av schweizertyska, är det egentliga lokalspråket.

## Historia

### Forntid, romartid och tidig medeltid fram till år 1100
Den del av Aare-dalen där Bern ligger låg länge vid sidan om de viktigaste handelsvägarna och var glest befolkad. Man har funnit boplatser från Latènekulturen (ca. 200 f.Kr.) i omgivningarna till den senare stadskärnan - bland annat på Engehalvön och i Bümpliz: Under romartiden fanns ett vicus på Engehalvön med amfiteater, bad och tempel, som övergavs någon gång mellan 165 och 211. I Bümpliz fanns samtidigt ett lantgods som under medeltiden blev burgundisk kungsgård.

### Hög- och senmedeltid
Den hertigliga släkten Zähringen, som fick makten i nuvarande västra Schweiz (dux et rector burgundie) 1127 byggde borgen Nydegg på Bümpliz mark, längst ut på en halvö i Aare. Staden Bern grundades 1191 av Berthold V av Zähringen och sträckte sig från borgen 500 meter västerut, till Zytglogge. Den nygrundade staden hade ca. 500 invånare.
Efter att Berthold V dött utan given arvinge år 1218 gjorde kejsaren Fredrik II Bern till fri riksstad. Senare byggdes staden ut till Käfigturm (1256) och till Christoffelturm (1346) (rivet, vid nuvarande Bahnhofplatz).
När kejsarens inflytande minskade måste staden från mitten av 1200-talet försvara sig mot den omgivande adeln, främst Kyburg och Habsburg, genom förbund med andra städer och landskap. Efter segern i slaget vid Oberwangen 1298 mot det habsburgska Fribourg expanderade Bern och slöt 1323 ett första förbund med det Schweiziska edsförbundet. Berns medlemskap i edsförbundet räknas från 1353. Genom segern över Kyburgarna i Burgdorfkriget 1383-84 övertog Bern städerna Burgdorf och Thun och fick därigenom kontroll över Emmental och Berner Oberland.
Under medeltiden producerade stadens hantverkare mest för regionens behov. Den viktigaste exportartikeln var läder, som gjordes av hudar från Berner Oberland, Vaud och Savojen.
Fram till 1450 erövrade Bern större delen av det nuvarande kantonsområdet, liksom Aargau (1415) och byggde allianser i Jurabergen. År 1450 hade staden drygt 5 000 invånare.

### Nyare tiden till Napoleonkrigen
Med  erövringen av Vaud 1536 blev Bern den största stadsstaten norr om Alperna. Reformationen genomfördes på 1530-talet under Zwinglis inflytande.
Under trettioåriga kriget byggdes två nya försvarsfundament för att skydda halvön. Bern ockuperades dock av franska trupper 1798 under franska revolutionskrigen, och blev då av med de flesta av sina territorier.

### Bern som huvudstad

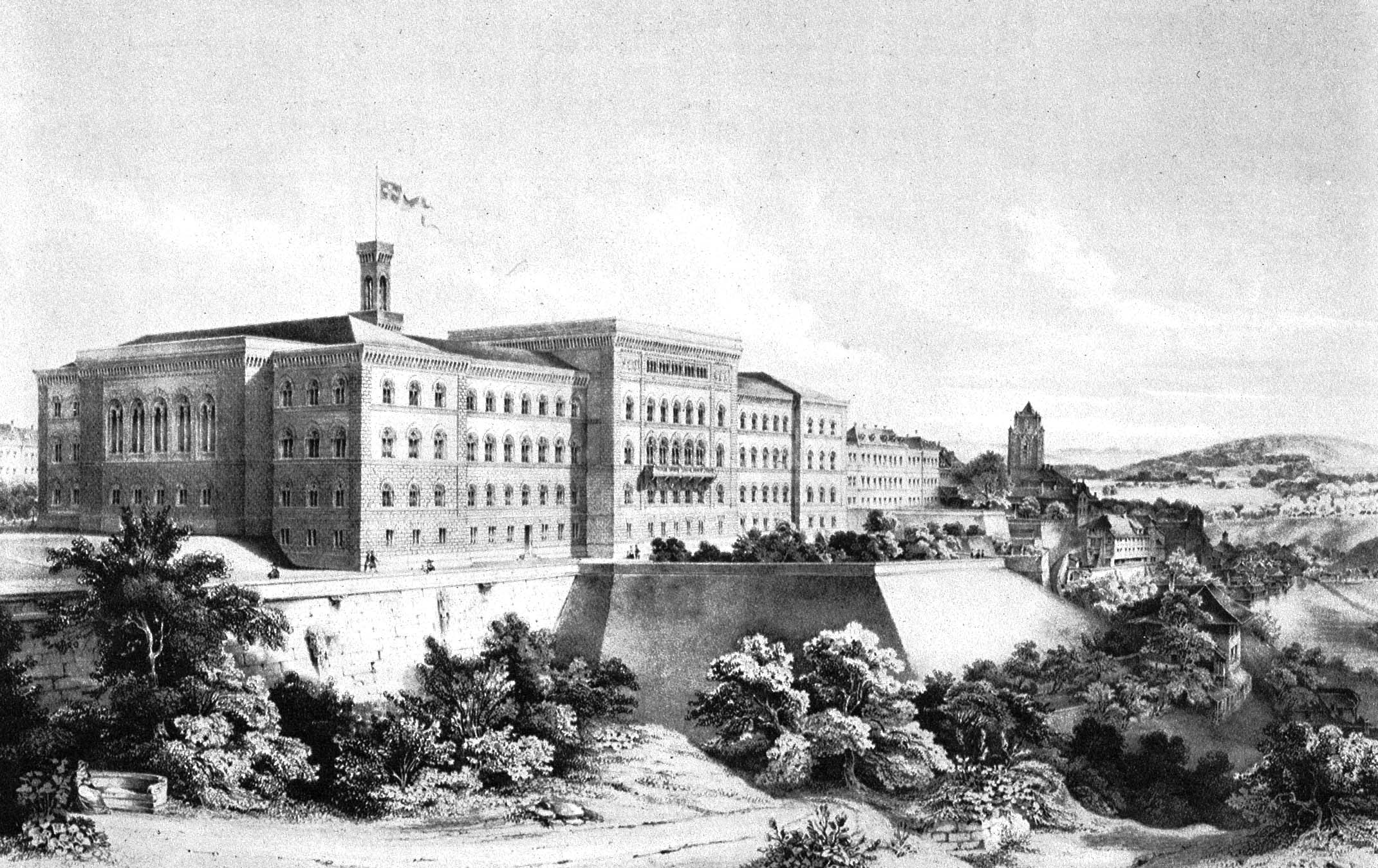
Det första Bundesrathaus (förbundsrådshuset) från 1857, i dag Bundeshaus West

Kantonsförfattningen från 1831 upphävde stadens och dess patriciers tidigare privilegier gentemot resten av kantonen. Bern blev dock huvudstad i kantonen Bern.
År 1848 blev Bern Schweiz administrativa huvudstad. Motståndarna mot en central huvudstad i Schweiz menade att i stället för en huvudstad skulle blott en förbundsstad väljas som säte för den federala regeringen, parlamentet och förvaltningen. Förbundsförsamlingen (Schweiz parlamentet) valde Bern. Nationalrådet, Ständerrådet och Förbundsrådet (parlamentets bägge kamrar respektive regeringen) sammanträdde i tre olika byggnader i staden innan det första så kallade Bundesrathaus blev invigt 1857.
Såsom federal stad blev Bern attraktiv för internationella organisationer. År 1868 blev Bern säte för den tre år tidigare i Paris grundade Internationella telegrafunionen (från 1934 Internationella teleunionen, ITU). Den 9 oktober 1874 bildades i Bern den Allmänna postföreningen av 22 stater, vilken 1878 fick namnet Världspostföreningen och 1947 blev ett fackorgan inom Förenta nationerna (FN) med huvudkontor i Bern. Förhandlingarna om harmonisering av de tekniska minimikraven för internationell järnvägstrafik hölls i Bern från 1882 till 1886; avtalet som trädde i kraft 1887 innehöll bland annat en bestämmelse som på tyska kallas ”Berner Raum”. 1886 undertecknades Bernkonventionen för skydd av litterära och konstnärliga verk i Bern; 1893 bildades därav de Internationella byråerna för skydd för den intellektuella äganderätten med säte i Bern, föregångare till Världsorganisationen för den intellektuella äganderätten. Även Ligue internationale de la Paix och Interparlamentariska unionen, som fått Nobels fredspris, har sina säten Bern.

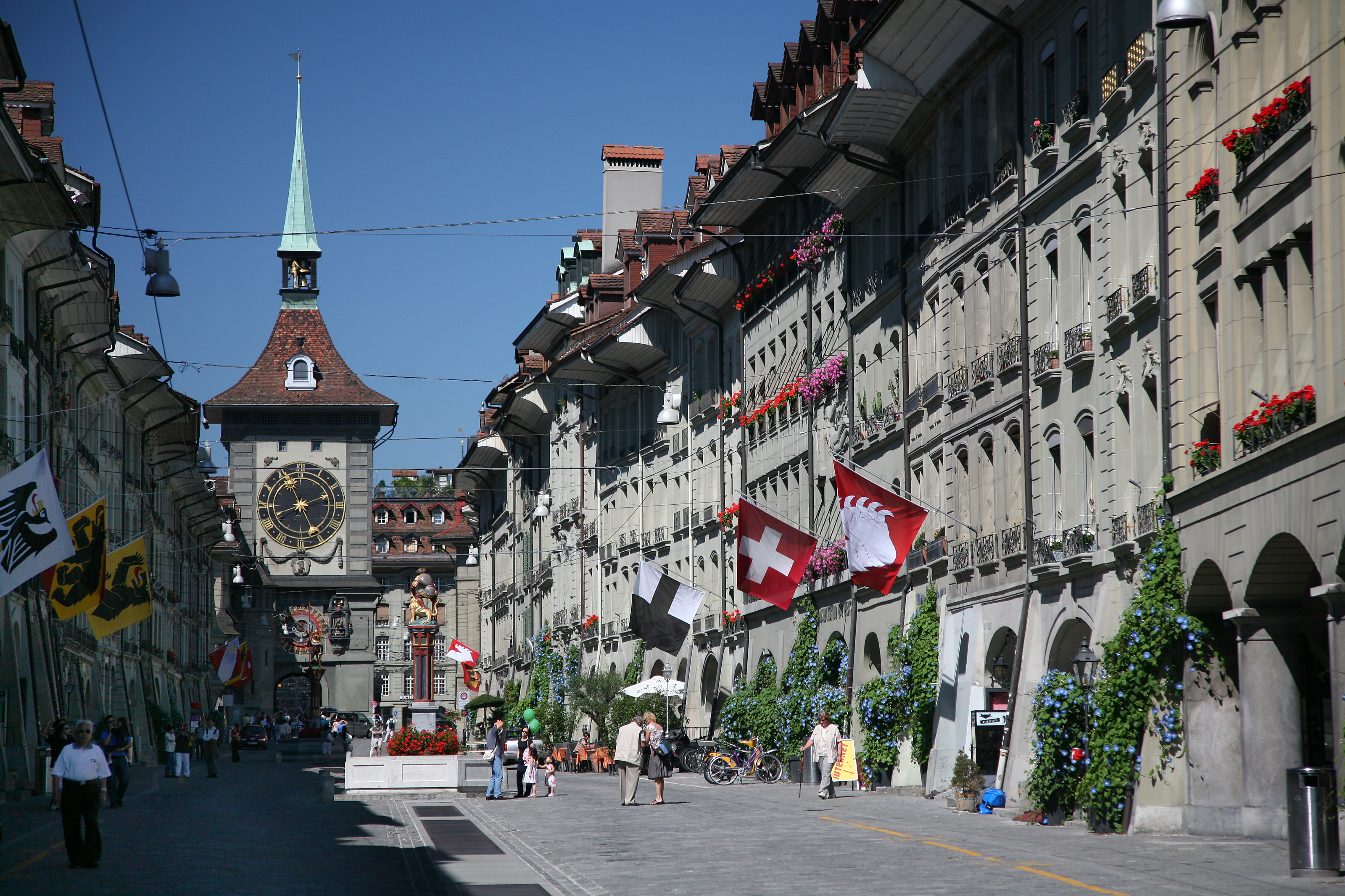
Den medeltida klockan Zytglogge är Berns mest kända monument

## Etymologi
Stadens namn kommer av det urgermanska ordet ber ’sumpmark’.

## Geografi och kommunikationer
Bern ligger i schweiziska mittlandet i kantonen Bern, något väster om Schweiz mitt. Landskapet i och runt staden formades av glaciärer under den senaste istiden: Stadsdelarna Sandrain och Matte (Schwarzes Quartier) ligger nära Aare (502 m ö.h.) och har ofta översvämmats. Den mesta bebyggelsen har anlagts ovanför flodravinen, på 540 till 600 meter. De två berg som ligger närmast Bern är Gurten med en höjd på 858 meter och Bantiger, 947 meter.
Stadskärnan anlades på en halvö till vänster om floden Aare. Den låga träbron Untertorbrücke som byggdes år 1256 och ersattes med en stenbro 1490 var länge den enda fasta förbindelsen västerut. För att staden skulle kunna växa på den högra flodsidan anlades flera höga broar under 1800-talet:
- 1844 Nydeggbrücke (österut)
- 1883 Kirchenfeldbrücke (söderut)
- 1898 Kornhausbrücke (norrut)

Berns järnvägsstation har täta snabbtågsförbindelser till stora delar av Schweiz, Mannheim och Milano. Staden ligger vid motorvägarna Zürich-Lausanne (A1), Biel-Thun (A6) och Bern-Vevey (A12). Den ganska lilla flygplatsen i Belp (BRN) har internationell reguljärtrafik.
Lokaltrafiken sker med tåg, spårvagn, buss och trådbuss. På grund av nivåskillnaderna används även hiss och bergbana.

## Politik och förvaltning

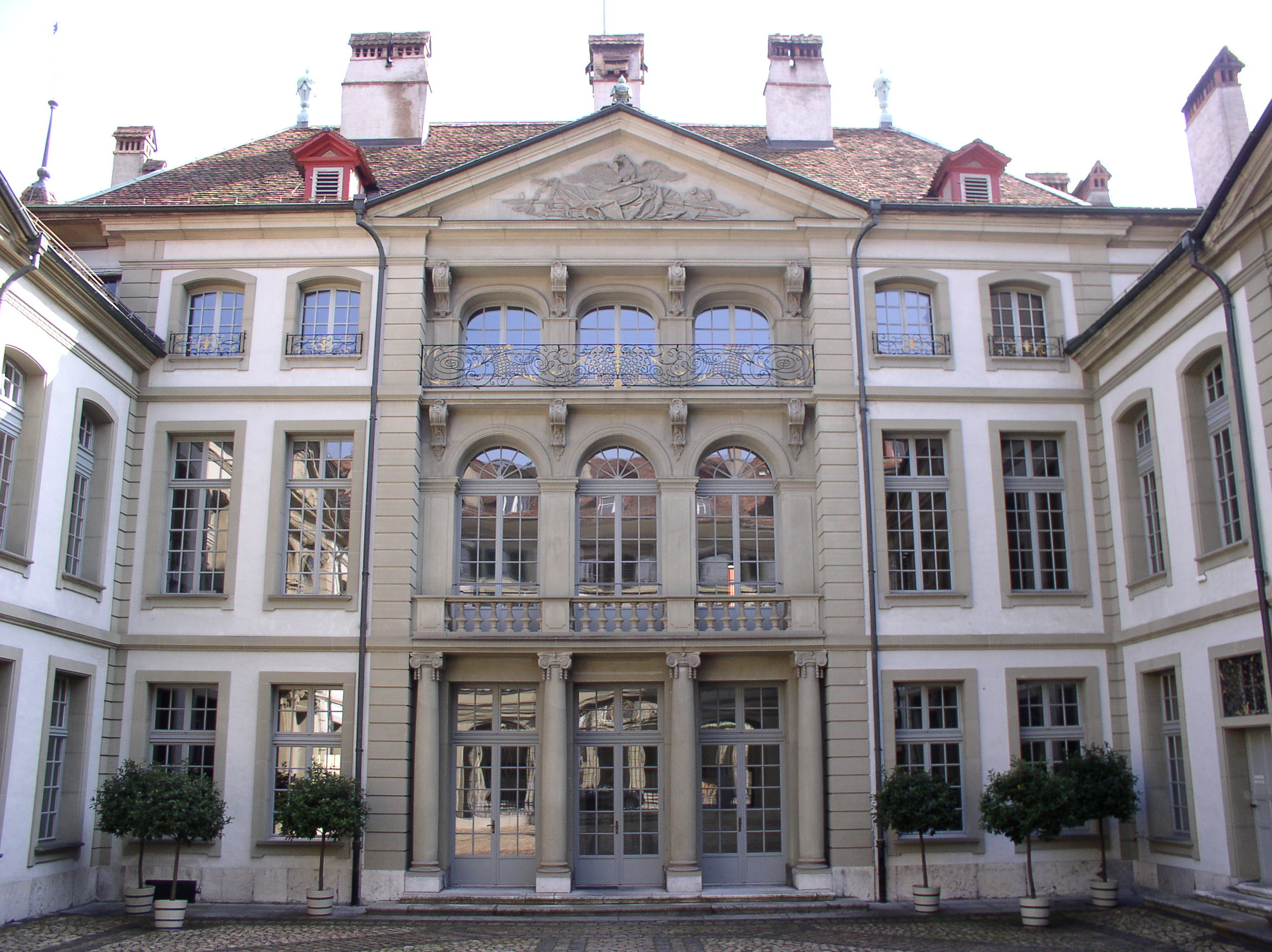
Kommunalhuset Erlacherhof

### Invånarkommun och medborgarkommun

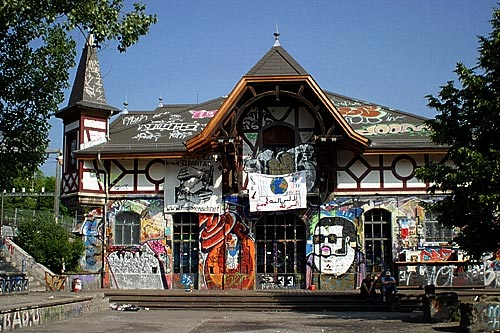
Reitschule

Liksom andra schweiziska kommuner har Bern två organisationer: En invånarkommun (Einwohnergemeinde) och en medborgarkommun (här Burgergemeinde). Invånarkommunen liknar en svensk kommun och finansieras huvudsakligen över kommunalskatt och bidrag från kantonen. Alla myndiga schweiziska medborgare som bor i kommunen har rösträtt. Förvaltningen leds av en folkvald Stadtpräsident (stadspresident).
Burgergemeinde består endast av dem som är medborgare i kommunen, numera drygt 17 000 personer. Dessa har antingen fötts i familjer som är medborgare eller förvärvat sitt medborgarskap. När stadsstaten Berns förmögenhet år 1852 delades upp mellan kantonen, invånarkommunen och medborgarkommunen, övertog medborgarkommunen stora egendomar. Berns Burgergemeinde har uppgifter inom socialtjänst men stöder även kulturella och vetenskapliga projekt. Den driver också en bank. Dess förmögenhet och fastighetsinnehav ger den ett stort inflytande över stadens utveckling.

### Kulturcentret Reitschule
En omdiskuterad kommunalpolitisk fråga gäller kulturcentret Reitschule, vilket av en del uppfattas som viktigt för ungdomskulturen, medan andra ser det som ett tillhåll för narkotikalangare och svarta blocket som bör stängas. Fem gånger, senast år 2010, har centrets framtid avgjorts i kommunal folkomröstning, men stadens invånare har oftast stött det.

### Stadens vapen
Björnen finns på stadens sigill från 1224 och på ett mynt från 1200-talet. Vapnet med dess tinkturer beskrivs i "Guglerlied" från 1375.

### Sammanslagningsplaner
I början av 2020-talet pågick ett projekt att slå samman Bern med grannkommunen Ostermundigen. En sammanslagen kommun skulle bland annat tillföra ytterligare 18 000 invånare till Bern (och återigen göra Bern till Schweiz fjärde största kommun/stad, sedan Lausanne i den expansiva Genèvesjöregionen på senare år "gått om"). Folkomröstningar i de båda kommunerna hösten 2023 angav att en majoritet i Bern var för en sammanslagning men en majoritet i Ostermundigen emot sammanslagningen. Resultatet blev att kommunerna även fortsättningsvis skulle vara separata.

## Kultur

### Marknader och folkfester

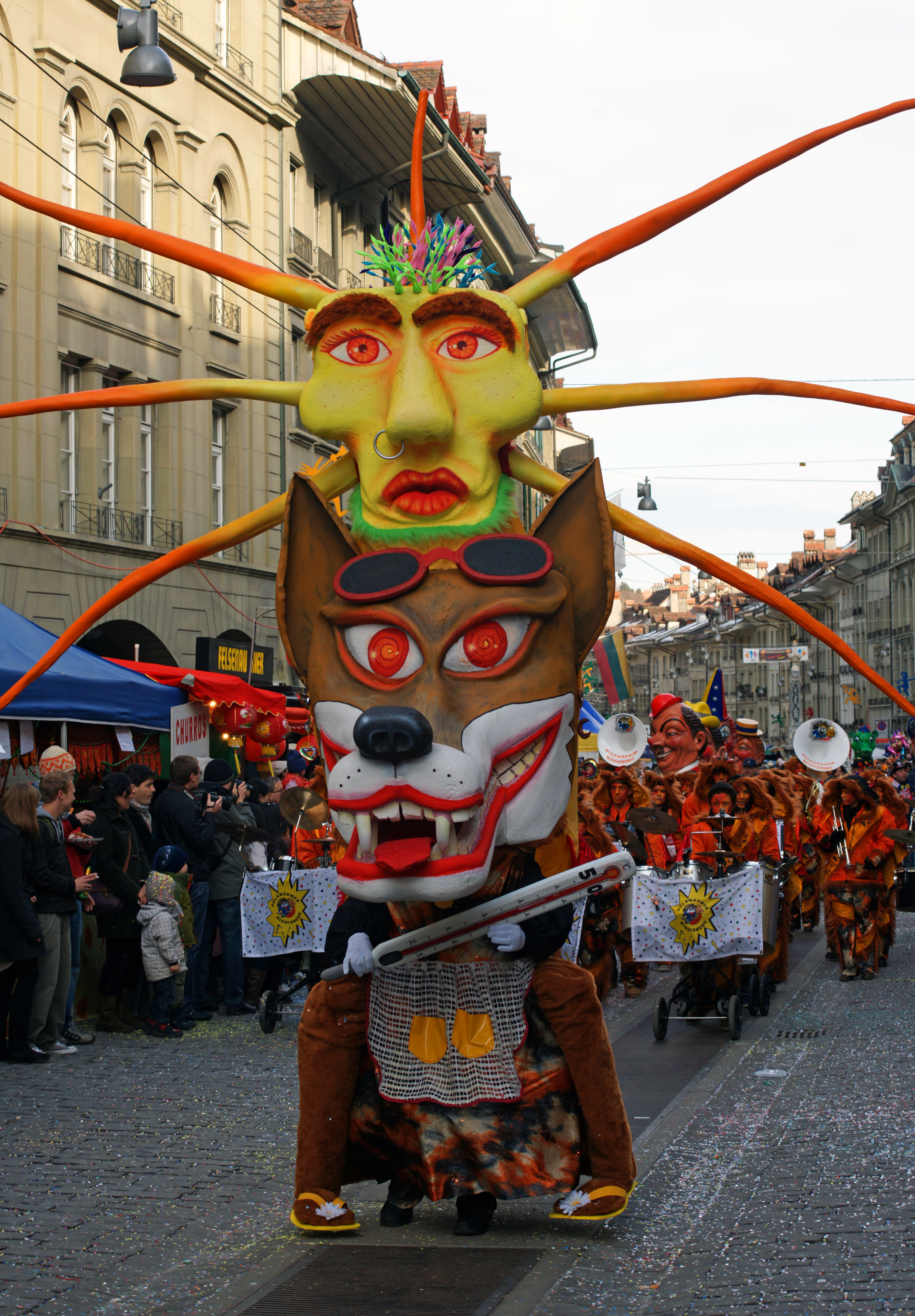
Karneval

Det är ofta marknad; på tisdagar, sommartorsdagar och lördagar, säljs grönsaker, blommor och annat i stadskärnan. Under december hålls dessutom julmarknad. Den fjärde måndagen i november arrangeras lökmarknaden Zibelemärit som blivit en folkfest.

#### Karneval
Stadens karnevalstradition bröts vid reformationen men återupplivades av den 1982 grundade "Verein Bärner Fasnacht". Karnevalen, av entusiaster kallad "die füfti Jahreszyt" - den femte årstiden, börjar dagen efter askonsdagen och slutar följande lördag. Ett återkommande inslag är teater som parodierar Wilhelm Tell. Med 1 200 aktiva och 100 000 åskådare är Bärner Fasnacht tredje störst i Schweiz, efter Basel och Luzern.

### Populärmusik

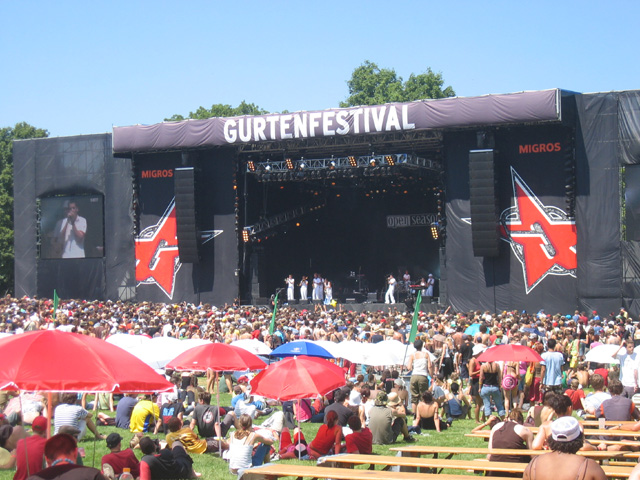
Gurtenfestivalen

Under 1960-talet framträdde trubaduren Mani Matter (1936–1972), vars vardagsnära chansons på bärndütsch blivit en del av folkkulturen i hela tysktalande Schweiz. 
På 1980-talet fick även rockmusik på dialekt (kallad mundartrock) ett genombrott. Bern blev ett centrum med de populära banden Züri West (Zürich väst), Patent Ochsner (namnet påminner om ett vanligt soptunnemärke) och Stiller Has. Andra kända artister ur omgivningarna är Polo Hofer och Gölä.
Vid omröstningskampanjen för Reitschule 2010 uppträdde komikern Müslüm (född 1979) som i flera hits med turkiskt influerad pop tematiserar identitetssökande och anpassningstryck.
Årligen, i juli, hålls den stora och välkända openair-festivalen Gurtenfestival med internationella pop- och rockmusiker.

### Sport
De mest kända elitlagen är BSC Young Boys i fotboll och SC Bern i ishockey.

## Sevärdheter

### Arkitektur och stadsplanering
- Stadskärnan med rätvinklig medeltida plan, gamla hus och arkader står på Unescos världsarvslista sedan 1983.
- Utanför stadskärnan finns sammanhängande jugendstil-miljöer, exempelvis runt Viktoriaplatz.

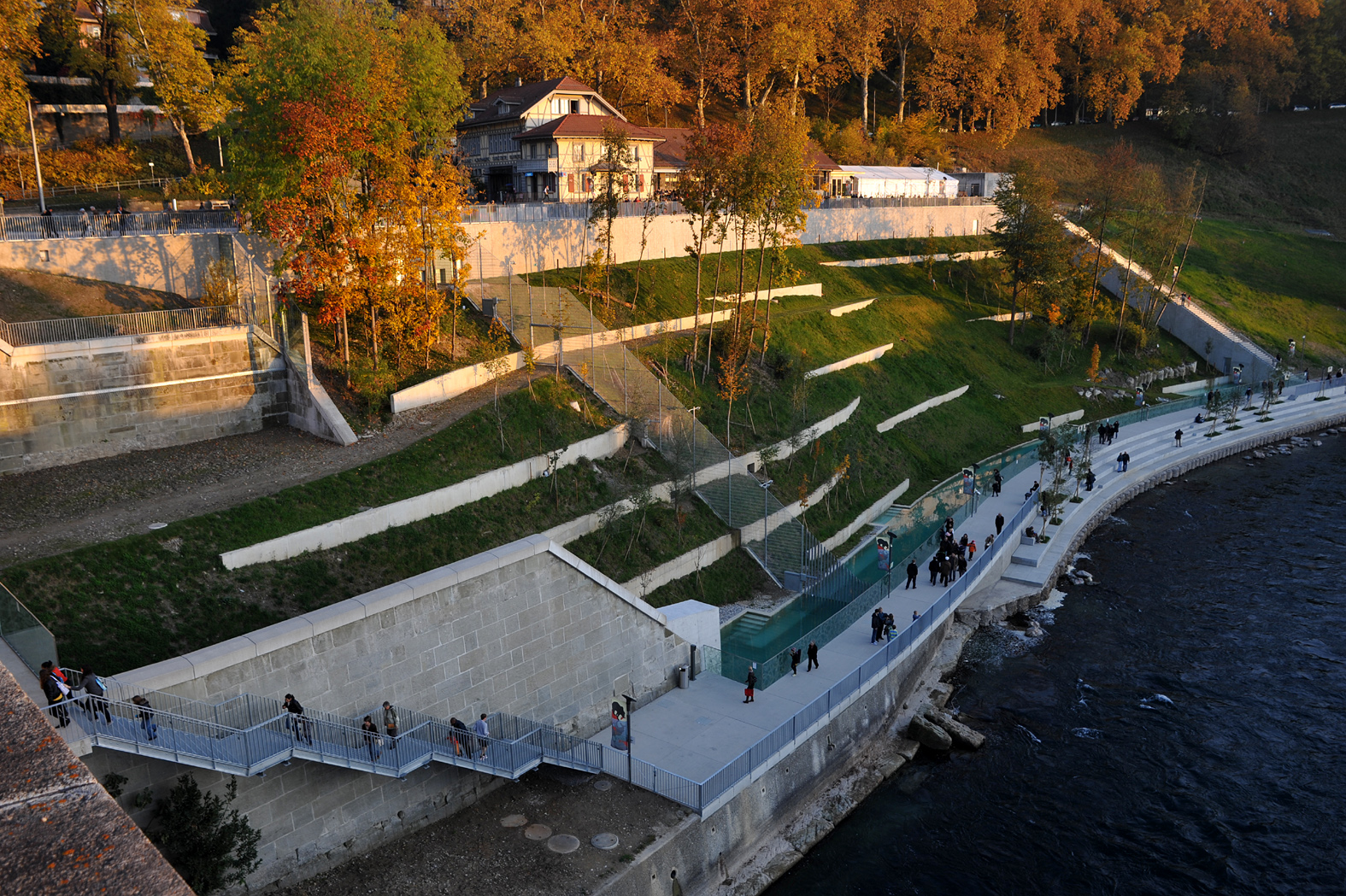
Bärenpark

### Djur
- Bärenpark har en stor inhägnad med levande brunbjörnar i en slänt vid Aare. Fritt inträde.[25]
- Berns djurpark Dählhölzli ligger i en skog vid Aare. Djuren har gott om plats men syns ändå väl.

### Museer
Bern har många museer. Internationellt kända är exempelvis:
- Konstmuseet Kunstmuseum Bern öppnades 1874 och är Schweiz äldsta konstmuseeum med permanent samling.[26]. Här finns konst från medeltid till nutid. Museet har accepterat en donation Cornelius Gurlitts konstsamling.
- Huset där Albert Einstein bodde under de produktiva åren 1903–1905 visas för allmänheten.[27]

## Utbildning
Stadens universitet, Universität Bern, grundades 1834. Skolan är en av de främsta i Schweiz. Det rankas som det 105:e främsta lärosätet i världen i Times Higher Educations ranking av världens främsta lärosäten 2018.